# DEAD box
DEAD box為一蛋白質家族的通稱，在原核生物與真核生物細胞中皆有，因其中一個結構域有一天門冬胺酸-麩胺酸-丙胺酸-天門冬胺酸（DEAD）的氨基酸序列而得名。此家族的蛋白多參與RNA相關反應，有許多蛋白為RNA解旋酶，可以消耗ATP的機制將雙股RNA解開。
DEAH家族與SKI2家族的蛋白序列也與DEAD box家族的蛋白相似，三者合稱DExD/H家族蛋白。

## 結構
1980年代晚期有學者發現許多蛋白的NTP結合位點序列和eIF4ARNA解旋酶的相似，後續研究發現這些蛋白均有9個保守的結構域，由N端至C端分別為Q結構域、結構域I、結構域Ia、結構域Ib、結構域II、結構域III、結構域IV、結構域V與結構域VI，其中結構域II又名沃克結構域-B，包含天門冬胺酸-麩胺酸-丙胺酸-天門冬胺酸（DEAD）的氨基酸序列。Q結構域、結構域I、結構域II與結構域VI為結合與水解ATP所需，結構域Ia、結構域Ib、結構域III、結構域IV與結構域V則為結合RNA所需。

## 功能

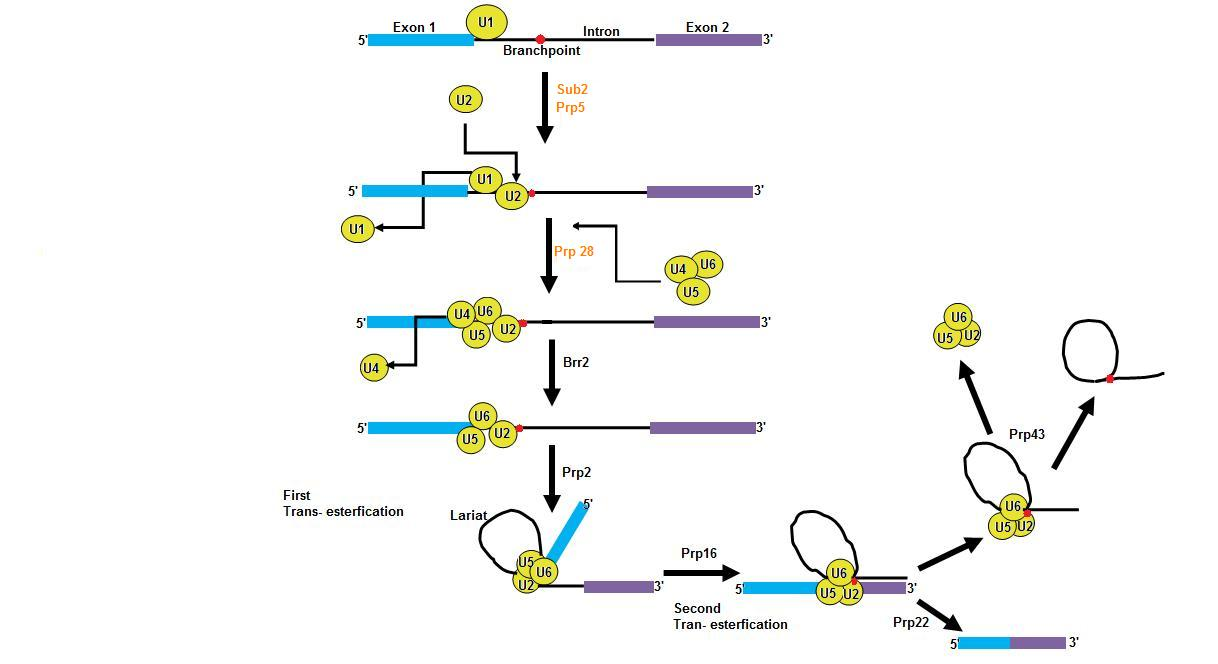
mRNA剪接過程，其中標註為橘色的蛋白皆屬DEAD box家族

DEAD box家族的蛋白多為RNA解旋酶，參與轉錄、RNA剪接、核糖體組裝、RNA轉運、轉譯與RNA降解等細胞中的多種RNA相關反應。
釀酒酵母mRNA剪接的過程有Sub2、Prp28與Prp5等3種DEAD box蛋白參與，其中Prp5可與U2 SnRNA結合以影響其結構，使其得以與mRNA內含子中的分支位點（branchpoint）結合；Prp28可能可識別內含子的5′端切割位點，但此蛋白無解旋酶活性。另外Prp2、Prp16、Prp22、Prp43與Brr213等多種DEAH家族蛋白也參與mRNA剪切。
轉譯起始因子eIF4A為一DEAD box蛋白，在轉譯起始時可解開mRNA5′ UTR的二級結構，以利核糖體小次單元掃描mRNA以尋找起始密碼子。另一DEAD box Ded1也參與轉譯起始過程，但具體機制仍不明；還有一與Ded1相似的DEAD box蛋白Vasa可與eIF2互動。